# شماره ۹آر
شمارهٔ ۹آر (به انگلیسی: No. 9r) یک کشتی هوایی ساختِ کارخانهٔ ویکرز در کشور بریتانیا است. این کشتی هوایی برای نخستین بار در ۲۷ نوامبر ۱۹۱۶ میلادی مورد استفاده قرار گرفت.